# HD 30752
HD 30752，又名BD+52 891，SAO 24894、HR 1546，是一颗恒星，视星等为6.41，位于銀經154.8，銀緯5.63，其B1900.0坐标为赤經4h 45m 15.1s，赤緯+52° 5.63′ 20″。